# BlackBerry
A BlackBerry egy okostelefon-sorozat, melyet a kanadai BlackBerry Limited (korábbi nevén Research In Motion) fejlesztett és forgalmazott. BlackBerry néven a gyártó telefont, táblagépet és online szolgáltatást kínált.
A telefonok legfőbb jellemzői a gyors szövegbevitel és nagy biztonságú kommunikációs kliensek. Az első modellek fő tulajdonsága a teljes QWERTY gombsor volt, mivel az üzenetküldésre voltak kihegyezve. Később megjelentek teljes érintőképernyős és érintőképernyős-gombsoros modellek is.
A BlackBerry készülékein eredetileg a gyártó zárt forráskódú operációs rendszere, a BlackBerry OS futott. A későbbi verziója, a BlackBerry 10 már egy újragondolt, QNX-alapú változat. 2015 óta két Android operációs rendszert futtató okostelefont is bemutattak, a BlackBerry Priv-et és a BlackBerry DTEK50-et. 2020 első negyedévében a BlackBerry Limited bejelentette, hogy nem fog piacra kerülni új BlackBerry telefon. Ennek oka, hogy semelyik cég sem szeretett volna BlackBerry licenc alatt telefont gyártani. 2022-re mindenféle készüléktámogatást megszüntet a cég, és ezzel a mobilos iparág egy korszaka is lezárul.

## Történet
A Research In Motion első készüléke az Interactive Pager 900 volt, amit 1996. szeptember 18-án mutattak be. A 900 egy összecsukható készülék volt, aminek legnagyobb újdonsága a kétoldali üzenetküldés volt.